# O Herói
O Herói (dt.: Der Held) ist ein angolanisch-portugiesisch-französischer Film des angolanischen Regisseurs Zezé Gamboa aus dem Jahr 2004.

## Handlung
Vitório, ein Veteran des angolanischen Bürgerkriegs, hat durch eine Tretmine ein Bein verloren. Entlassen aus der Armee Angolas, versucht er in den Straßen Luandas zu überleben, und sich in die Zivilgesellschaft einzufügen. Er kämpft um seine Würde und um sein Überleben im zermürbenden Alltag der Millionenstadt. Er begegnet verschiedenen Frauen, die ihm Hoffnung geben, und von denen eine mit ihm eine Zukunftsperspektive zu entwickeln beginnt.

## Rezeption
Der Film war ein Zeichen für die beginnende Überwindung des nationalen Traumas des jahrzehntelangen Bürgerkriegs, vor allem aber ein erstes deutliches Zeichen für den Aufbruch im Angolanischen Film. Er überzeugte Kritik und Publikum mit seiner realistischen und dabei menschlichen, und angesichts der Problematik überraschend leichten Darstellung.
O Herói gewann verschiedene Preise, darunter 2005 den Preis der Jury beim Sundance Film Festival.